# Gecekondu

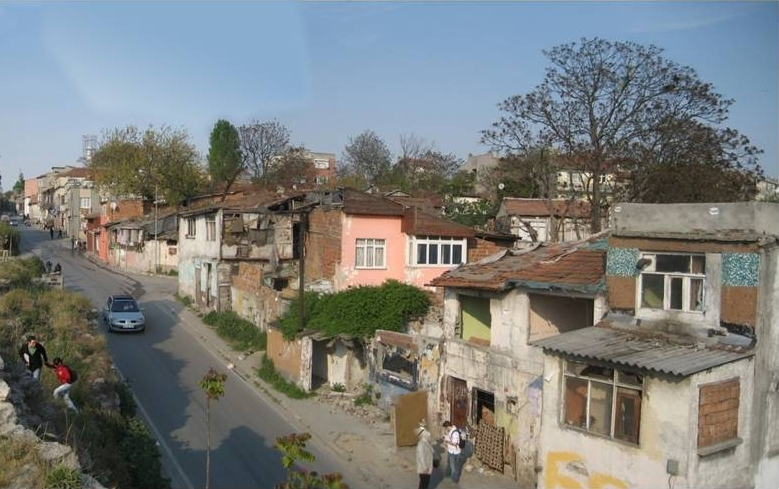
O gecekondu bölgesi de Sulukule, em Fatih, Istambul, supostamente era o bairro cigano mais antigo da Europa

Gecekondu (plural: gecekondular) é um termo turco que se aplica a casas de construção ilegal e, por extensão a barracas e cabanas. Um conjunto de gecekondular forma um gecekondu bölgesi (lit: bairro de gecekondu), que pode ser traduzido como favela, bairro de lata ou bairro clandestino.

## Etimologia
Gecekondu é composto das palavras turcas gece e kondu. A primeira significa "à noite" e a segunda "colocado" ou "posto" (do verbo konmak, que também pode significar, estabelecer, assentar, etc.): Assim, gecekondu poderia ser traduzido mais ou menos literalmente como "posto (construído) numa noite" ou "de um dia para o outro". Isto traduz a forma muito rápida como este tipo de construções pode aparecer e também a sua clandestinidade (feito à noite para ninguém ver). Bölge pode significar zona, distrito, quarteirão ou até região, pelo que gecekondu bölgesi é um bairro clandestino ou de barracas "feito rapidamente".

## Descrição

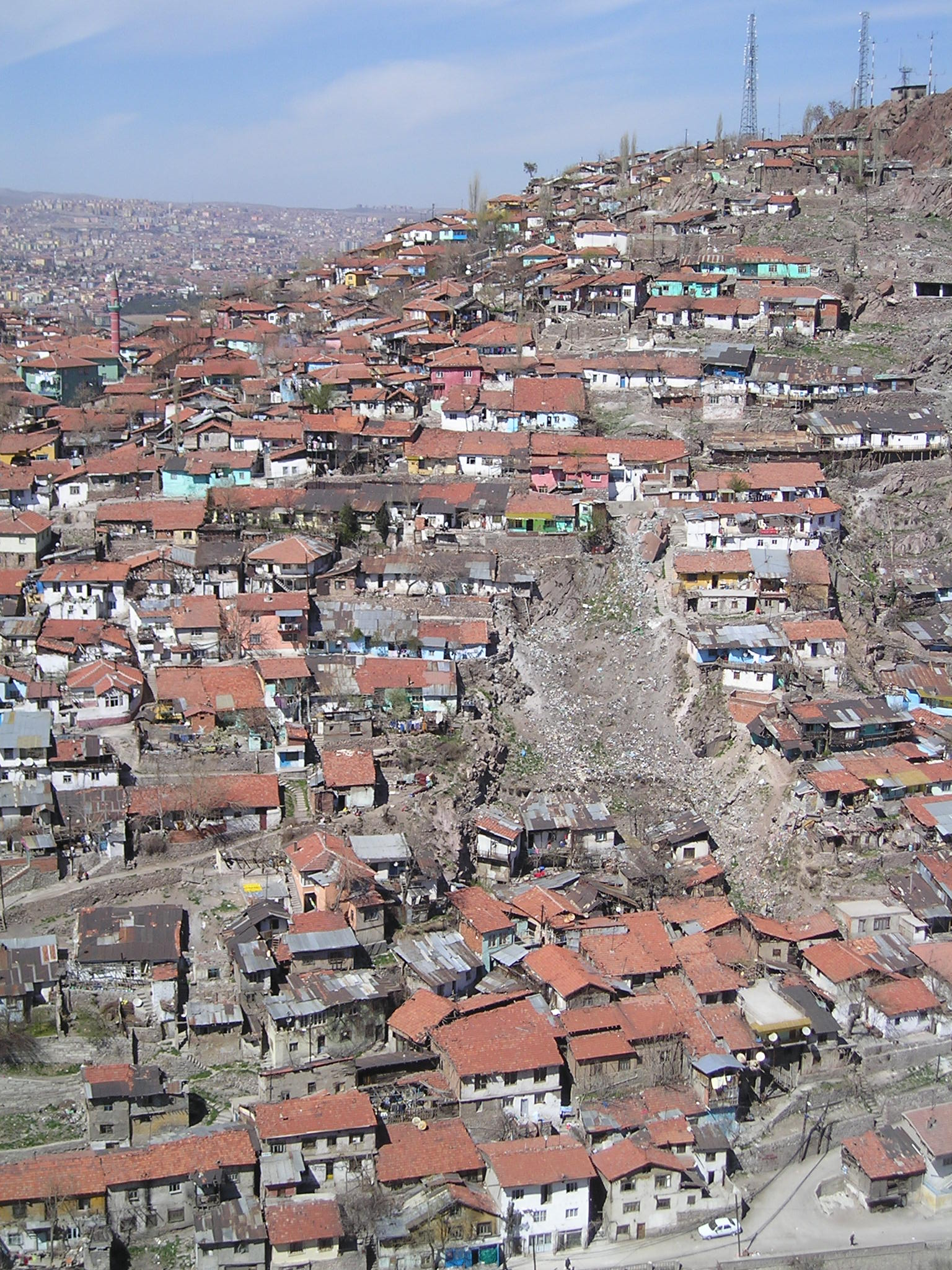
Um gecekondu bölgesi em Ancara

Na língua comum, gecekondu(lar) refere-se a edifícios de apartamentos de baixo custo ou casas que foram construídas num curto espaço de tempo por gente que emigrou de zonas rurais para os arredores de grandes cidades. Robert Neuwirth escreve no sue livro Shadow Cities (Cidades da ou de Sombra) que estas casas ou barracas exploram um buraco na lei segundo o qual quem comece a construir uma casa depois do por-do-sol, a completar e nela for viver antes do nascer do sol sem ser detetado pelas autoridades estas não estão autorizadas a demolir a casa imediatamente, tendo que iniciar um processo legal nos tribunais, o que na prática acaba por significar que a casa vai ser mantida na maior parte dos casos.
Tais edifícios podem ser construídos sem cumprirem os procedimentos requeridos pelos regulamentos de construção, como sejam a aquisição de uma licença, e podem ser muito densamente habitados. Segundo Neuwirth, cerca de metade da população de Istambul (seis milhões de pessoas) vive em gecekondular.
O fenómeno dos gecekondu' está diretamente ligado com problemas como o desemprego e pobreza nas áreas rurais da Turquia, especialmente no leste do país. EM muitos casos, a população de aldeias inteiras emigrou para os subúrbios de grandes cidades industrializadas procurando melhores níveis de vida.
No presente, algumas áreas de gecekondu têm vindo a ser gradualmente demolidas e substituídas por modernos blocos de apartamentos promovidos pela Administração de Fomento à Habitação (TOKİ). Os gecekondular estão presentes não só em grandes cidades como Istambul, Ancara e Esmirna, mas também em cidades mais pequenas.